# Бохумин
Бохумин (чеш. Bohumín, пољ. Bogumin) град је у Чешкој Републици, у оквиру историјске покрајине Шлеске. Бохумин је град који припада управној јединици Моравско-Шлески крај, у оквиру којег се налази у округу Карвина.

## Географија
Бохумин се налази у крајње североисточном делу Чешке републике, на самој граници са Пољском - свега 4 km северно од града. Град је удаљен 390 км источно од главног града Прага, а од првог већег града, Остраве, свега 12 км североисточно.
Град Бохумин се налази у чешком делу Тјешинске Шлеске, која источним делом припада Пољској. Град лежи на ушћу реке Олже у већу Одру. Надморска висина града је око 200 м, а подручје града и околине је благо заталасано.

## Историја
Подручје Бохумина било је насељено још у доба праисторије. Насеље под данашњим називом први пут се у писаним документима спомиње у 1256, а 1523. године насеље је добило градска права. У средњем веку се овде насељавају Немци, док су околину града насељавали Пољаци.
1919. године Бохумин је постао део новоосноване Чехословачке. Међутим, већина месног становништва су били Немци и Пољаци, који се нису лако мирили са одвојеношћу од матица. Стога је 1938. године Бохумин, заједно са остатком Заолжја, отцепљен од Чехословачке и припојено Пољској, истовремено са издвајањем Судетских области. После Другог светског рата град је поново враћен Чехословачкој. У време комунизма град је нагло индустријализован. После осамостаљења Чешке дошло је до опадања активности тешке индустрије и до проблема са преструктурирањем привреде.

## Становништво
Бохумин данас има око 23.000 становника и последњих година број становника у граду полако опада. Поред Чеха у граду живе и Пољаци, као и Словаци и Роми. Пољаци чине традиционално становништво у области.

## Партнерски градови
- Прудњик
- Зђешовице
- Гродков

## Галерија
- Здање општине
- Протестанска црква
- Римокатоличка Црква богородичиног срца
- Градска железничка станица